# Anthony Joseph Burgess
Anthony Joseph Burgess (* 29. Juli 1938 in Singleton; † 23. Oktober 2013 in Sydney) war ein australischer Geistlicher und römisch-katholischer Bischof von Wewak.

## Leben
Anthony Joseph Burgess empfing am 23. Juli 1967 die Priesterweihe für das Erzbistum Hobart.
Papst Johannes Paul II. ernannte ihn am 10. Mai 2000 zum Koadjutorbischof von Wewak. Der Bischof von Wewak, Raymond Philip Kalisz SVD, weihte ihn am 27. September desselben Jahres zum Bischof; Mitkonsekratoren waren Austen Robin Crapp OFM, Bischof von Aitape, und Brian James Barnes OFM, Erzbischof von Port Moresby.
Nach der Emeritierung von Raymond Philip Kalisz SVD folgte er ihm am 14. August 2002 als Bischof von Wewak nach. Am 20. September 2013 nahm Papst Franziskus seinen altersbedingten Rücktritt an.